# Laichkräuter
Die Laichkräuter (Potamogeton) sind eine Pflanzengattung innerhalb der Familie der Laichkrautgewächse (Potamogetonaceae). Diese Wasserpflanzen sind in den gemäßigten und subtropischen Gebieten fast weltweit verbreitet. Die bekannteste und häufigste Art ist wohl das Schwimmende Laichkraut (Potamogeton natans), das große Schwimmblatt-Teppiche auf Gewässern bilden kann.

## Beschreibung

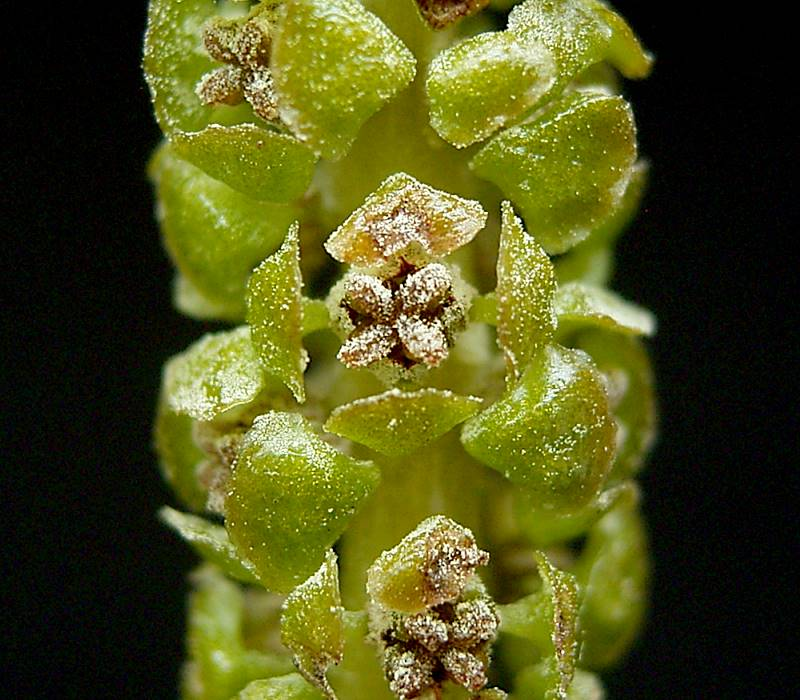
Großaufnahme von Blüten des Schwimmenden Laichkrautes (Potamogeton natans); die scheinbaren Kronblätter sind Konnektivanhängsel der Staubblätter

Es handelt sich um ausdauernde (mehrjährige) krautige Pflanzen. Es handelt sich um im Gewässergrund verwurzelte Tauch- oder Schwimmblattpflanzen. Es treten sowohl sehr zart gebaute Arten auf als auch solche mit kräftigen Unterwasser- und/oder Schwimmblättern. Manche Arten entwickeln bis zu 3 Meter lange Sprossachsen und besiedeln entsprechend tiefe Gewässerzonen. Die oft netznervig durchscheinenden Tauchblätter sind meist wechselständig angeordnet und weisen eine Blattscheide auf. Die einfachen Blattspreiten sind schmal-linealisch bis rundlich.
Die endständigen, unscheinbar grünlichen, ährigen Blütenstände ragen zur Windbestäubung aus dem Wasser. Die fehlende Blütenhülle ist durch vier Staubblattanhängsel ersetzt.

## Standortbedingungen

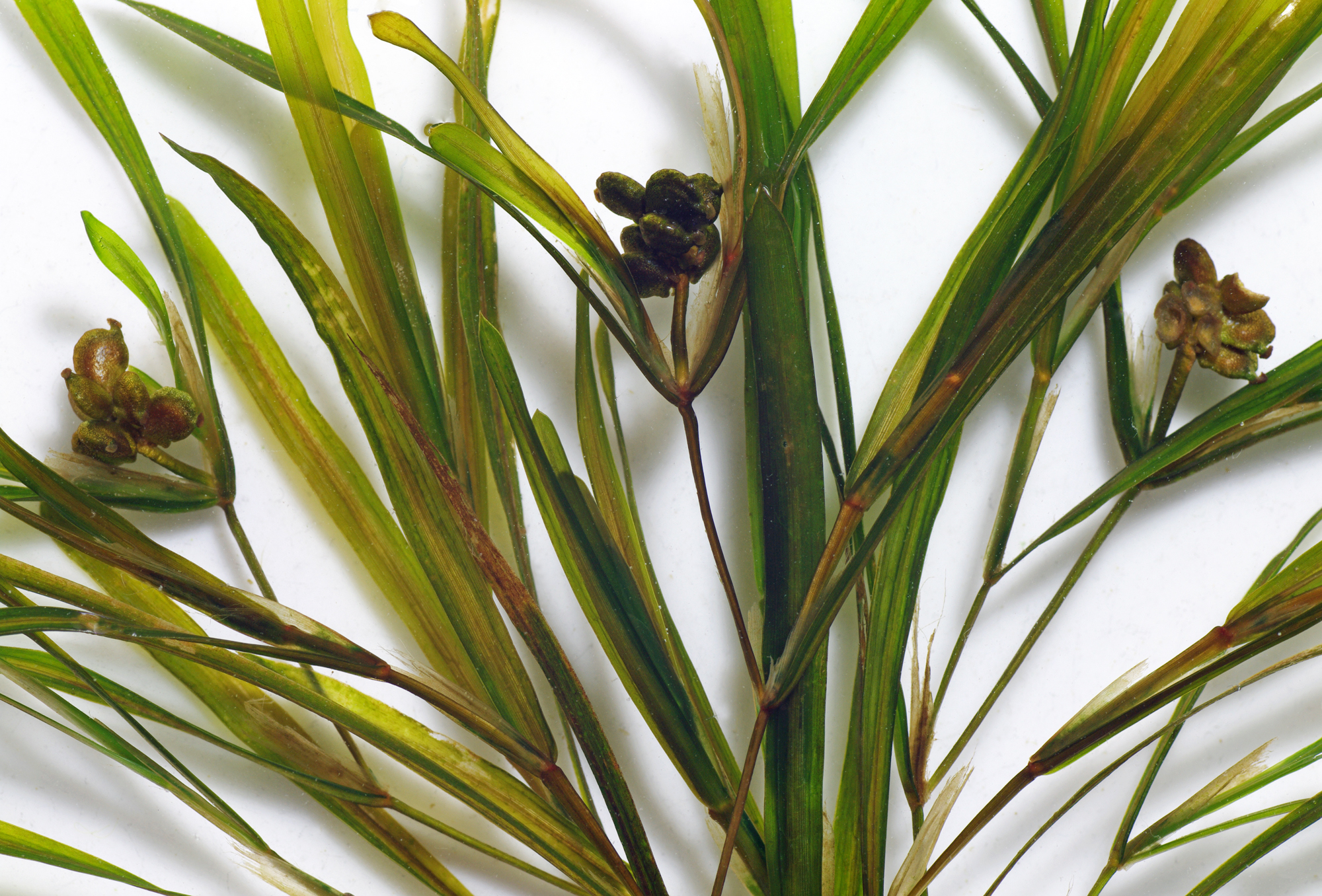
Fruchtstände des Spitzblättrigen Laichkrauts (Potamogeton acutifolius)

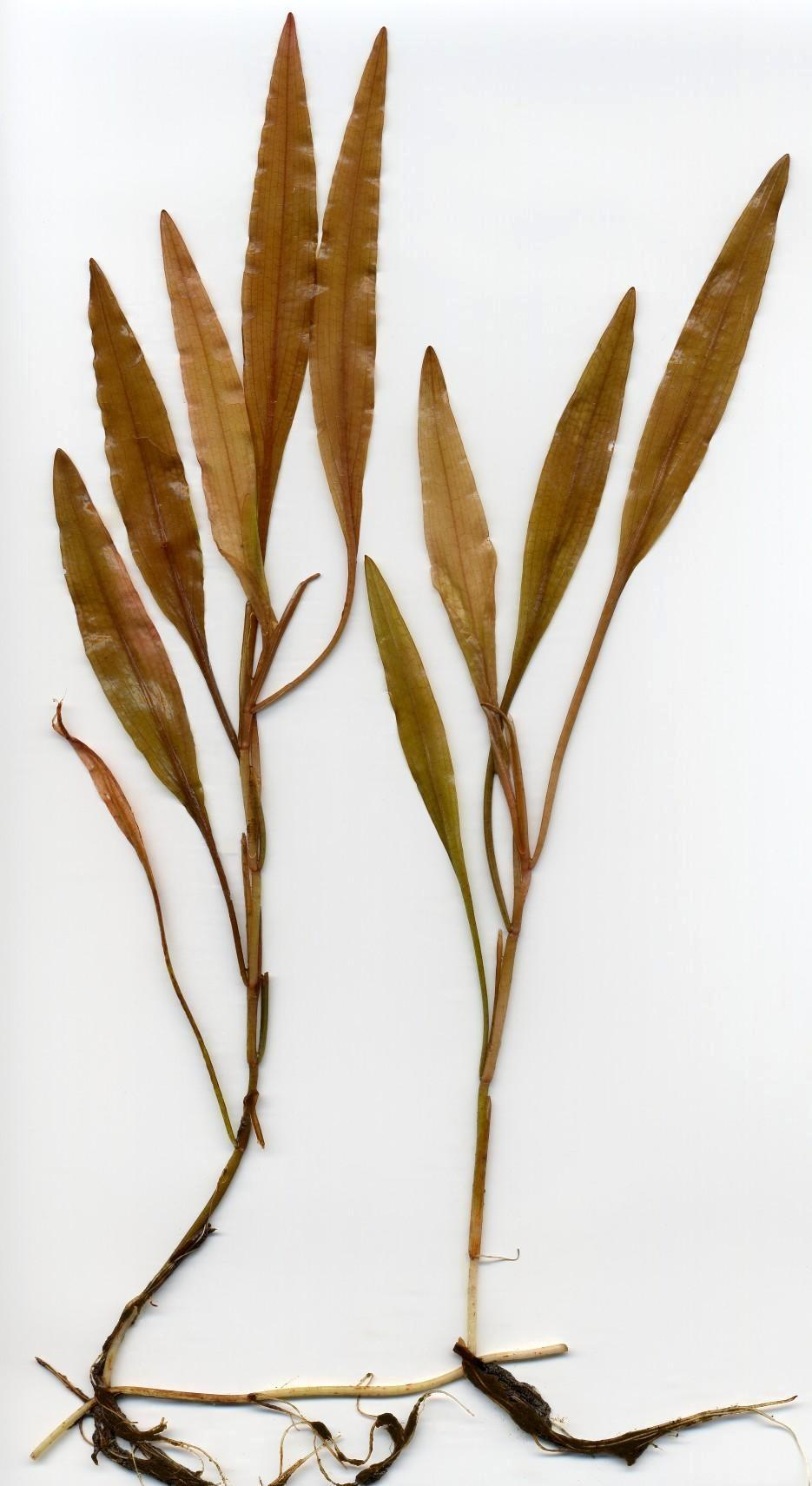
Tauchblätter des Knöterich-Laichkrauts (Potamogeton polygonifolius)

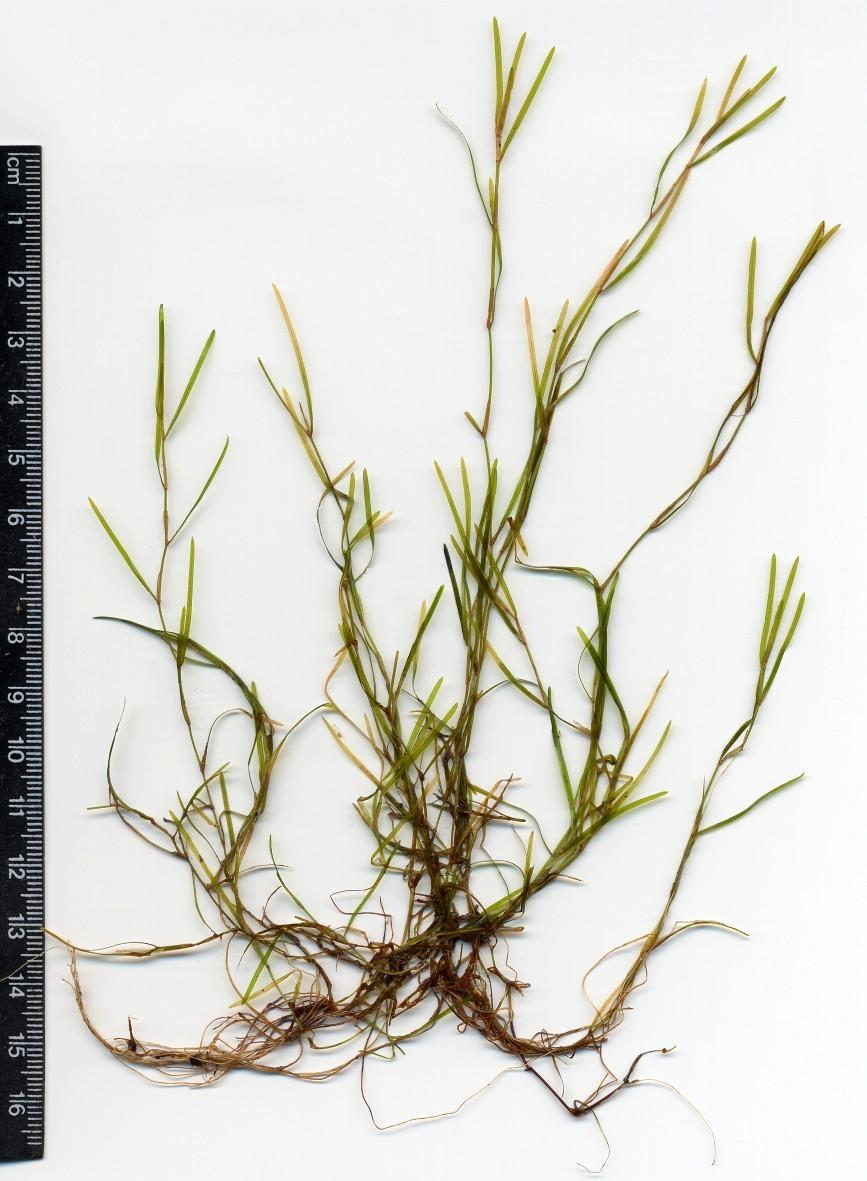
Gewöhnliches Zwerg-Laichkraut (Potamogeton pusillus)

Laichkräuter sind die namensgebende und kennzeichnende Gattung der pflanzensoziologischen Klasse der „Potamogetonetea pectinati R. Tx. & Prsg. 1942 corr. Oberd. 1979“ (= Laichkraut- und Schwimmblatt-Gesellschaften) und mehrerer dabei unterschiedener Assoziationen und Dominanzgesellschaften. Die Pflanzen bilden „Unterwasserwälder“, die zahlreichen Tieren einen Lebensraum und Möglichkeiten zur Ei-/Laichablage bieten sowie zur Sauerstoffversorgung und Selbstreinigung eines Gewässers beitragen.
Es werden verschiedene Typen von Gewässern besiedelt: Stillgewässer wie Weiher, Teiche, kleine Tümpel und Tauchblattzonen großer Seen, aber auch schwach bis mäßig fließende Gewässer wie Bäche, Flüsse, Kanäle und Gräben. Manche Arten sind an nährstoffärmere Standorte adaptiert; die meisten bevorzugen jedoch mäßig eutrophe Gewässer. Infolge von Eingriffen des Menschen in die Landschaft – u. a. Gewässerverschmutzung, Flussbegradigung, Grabenräumung – sind viele Laichkrautarten selten geworden und stehen auf der Roten Liste gefährdeter Pflanzenarten. Auch durch die Ausbreitung der neophytischen, anthropogen in Europa eingebürgerten Wasserpest wurden manche Laichkrautbestände verdrängt.

## Systematik und Verbreitung
Die Gattung Potamogeton wurde 1753 durch Carl von Linné in Species Plantarum, 1, S. 126 aufgestellt. Als Lektotypusart wurde 1909 Potamogeton natans L. durch Norman Taylor in North American Flora, Volume 17, 1, S. 14 festgelegt.
Von der hier behandelten Gattung der Laichkräuter (Potamogeton) kommen in Mitteleuropa (Deutschland) etwa 21 Arten, aber auch mindestens 17 Hybride aus einzelnen dieser Arten vor, dies kann die Bestimmung erheblich erschweren.
Einige Arten fanden Eingang in die Aquaristik.
Es gibt 75 bis 95 oder 100 Potamogeton-Arten und mindestens 69 Hybriden:
- Potamogeton ×absconditus Z.Kaplan, Fehrer & Hellq. (= Potamogeton perfoliatus × Potamogeton richardsonii): Sie kommt in den nordöstlichen Vereinigten Staaten vor.[3]
- Spitzblättriges Laichkraut (Potamogeton acutifolius Link ex Roem. & Schult.): Sie ist in Europa bis zum Kaukasusraum verbreitet.[3][5][6]
- Potamogeton ×aemulans Z.Kaplan, Hellq. & Fehrer (= Potamogeton bicupulatus × Potamogeton epihydrus): Sie kommt in den nordöstlichen Vereinigten Staaten vor.[3]
- Alpen-Laichkraut (Potamogeton alpinus Balb.): Sie ist mit zwei Unterarten in den gemäßigten Gebieten der Nordhalbkugel verbreitet.[3][5][6]
- Potamogeton amplifolius Tuck.: Sie ist von Kanada über die USA bis Mexiko weitverbreitet.[3]
- Potamogeton ×anguillanus Koidz. (= Potamogeton perfoliatus × Potamogeton wrightii): Sie kommt in China, Japan und Neuguinea vor.[3]
- Schmalblättriges Laichkraut (Potamogeton ×angustifolius J.Presl = Potamogeton gramineus × Potamogeton lucens)[5][6] Sie kommt von Europa bis zum westlichen Himalaja vor.[3]
- Potamogeton antaicus Hagstr.: Sie kommt nur auf den Kapverdischen Inseln vor.[3]
- Potamogeton ×apertus Miki (= Potamogeton octandrus × Potamogeton pusillus): Sie kommt in Japan vor.[3]
- Potamogeton ×assidens Z.Kaplan, Zalewska-Gał. & Ronikier (= Potamogeton nodosus × Potamogeton perfoliatus): Sie kommt von Europa bis Afrika vor.[3]
- Potamogeton ×attenuatus Hagstr. (= Potamogeton polygonus × Potamogeton pusillus): Sie kommt im südlichen Brasilien vor.[3]
- Potamogeton australiensis A.Benn.: Sie ist im südöstlichen Australien verbreitet.[3]
- Potamogeton × belorussicus D.Dubovik (= Potamogeton compressus × Potamogeton friesii): Sie kommt in Osteuropa vor.[3]
- Potamogeton ×bennettii Fryer (= Potamogeton crispus × Potamogeton trichoides): Sie kommt in Westeuropa vor.[3]
- Berchtolds Zwerg-Laichkraut (Potamogeton berchtoldii Fieber)[5][6]
- Potamogeton bicupulatus Fernald: Sie ist im östlichen Kanada und in den nördlichen USA verbreitet.[3]
- Potamogeton biformis Hagstr.: Sie ist von Sibirien bis Zentralasien verbreitet.[3]
- Potamogeton ×billupsii Fryer (= Potamogeton coloratus × Potamogeton gramineus): Sie kommt in Nordeuropa vor.[3]
- Potamogeton ×biwaensis Miki (= Potamogeton gramineus × Potamogeton maackianus): Sie kommt in Japan vor.[3]
- Potamogeton ×cadburyae Dandy & G.Taylor (= Potamogeton epihydrus × Potamogeton lucens): Sie kommt in Westeuropa vor.[3]
- Potamogeton chamissoi A.Benn.: Sie kommt nur auf Mauritius vor.[3]
- Potamogeton cheesemanii A.Benn.: Sie kommt auf Neuseeland und im südöstlichen Australien vor.[3]
- Potamogeton chongyangensis W.X.Wang: Sie kommt nur in der chinesischen Provinz Hubei vor.[3]
- Potamogeton × clandestinus A.A.Bobrov, Zalewska-Gal. & Chemeris (= Potamogeton crispus × Potamogeton natans): Sie kommt in Europa vor.[3]
- Potamogeton ×cognatus Asch. & Graebn. (= Potamogeton perfoliatus × Potamogeton praelongus)[5][6]: Sie kommt in Europa vor.[3]
- Gefärbtes Laichkraut (Potamogeton coloratus Hornem.)[5][6]
- Flachstängeliges Laichkraut (Potamogeton compressus L.)[5][6]
- Potamogeton confervoides Rchb.: Sie ist in den USA verbreitet.[3]
- Potamogeton × confinis Hagstr. (= Potamogeton friesii × Potamogeton pusillus): Sie kommt in Europa vor.[3]
- Potamogeton ×cooperi (Fryer) Fryer (= Potamogeton crispus × Potamogeton perfoliatus)[5][6]: Sie kommt von Europa bis zur Arabischen Halbinsel vor.[3]
- Krauses Laichkraut (Potamogeton crispus L.)[5][6]
- Potamogeton cristatus Regel & Maack: Sie ist in Ostasien verbreitet.[3]
- Potamogeton delavayi A.Benn.: Sie kommt nur in der chinesischen Provinz Yunnan vor.[3]
- Potamogeton distinctus A.Benn.: Sie ist vom Himalaja bis zum äußersten Ostasien und auf Iseln im westlichen Pazifik weitverbreitet.[3]
- Potamogeton diversifolius Raf.: Sie ist in Nordamerika verbreitet und kommt in Kuba vor.[3]
- Potamogeton × drepanoides Z.Kaplan (= Potamogeton berchtoldii × Potamogeton oxyphyllus): Sie kommt in Japan vor.[3]
- Potamogeton drummondii Benth.: Sie ist im südwestlichen Australien verbreitet.[3]
- Potamogeton epihydrus Raf.: Sie ist in Nordamerika, im nordwestlichen Schottland und nordwestlichen England verbreitet.[5]
- Potamogeton ×exilis Z.Kaplan & Uotila (= Potamogeton alpinus × Potamogeton natans): Sie kommt in Nordeuropa vor.[3]
- Potamogeton ×fauriei (A.Benn.) Miki (= Potamogeton compressus × Potamogeton oxyphyllus): Sie kommt in Japan vor.[3]
- Potamogeton ×faxonii Morong (= Potamogeton illinoensis × Potamogeton nodosus): Sie kommt in den USA vor.[3]
- Potamogeton ferrugineus Hagstr.: Sie ist von Brasilien bis Argentinien und Peru verbreitet.[3]
- Potamogeton floridanus Small: Sie kommt nur im nordwestlichen Florida vor.[3]
- Flutendes Laichkraut (Potamogeton ×fluitans Roth = Potamogeton lucens × Potamogeton natans)[5][6]: Sie kommt von Europa bis zum westlichen Himalaja vor.[3]
- Potamogeton foliosus Raf.: Sie ist von Nord- bis Zentralamerika, auf Karibischen Inseln und auf Hawaii weitverbreitet.[3]
- Potamogeton fontigenus Y.H.Guo, X.Z.Sun & H.Q.Wang: Sie kommt nur in der chinesischen Provinz Shaanxi vor.[3]
- Potamogeton ×franconicus G.Fisch. (= Potamogeton berchtoldii × Potamogeton trichoides): Sie kommt in Europa vor.[3]
- Stachelspitziges Laichkraut (Potamogeton friesii Rupr.)[5][6]
- Potamogeton fryeri A.Benn.: Sie ist im äußersten Ostasien, in Korea und Japan verbreitet.[3]
- Potamogeton gayi A.Benn.: Sie ist in Brasilien, Paraguay, Uruguay und Argentinien weitverbreitet.[3]
- Potamogeton ×gessnacensis G.Fisch. (= Potamogeton natans × Potamogeton polygonifolius)[5][6]: Sie kommt in Europa vor.[3]
- Gras-Laichkraut (Potamogeton gramineus L.)[5][6]: Es gedeiht in den gemäßigten Gebieten der Nordhalbkugel.[3]
- Potamogeton ×griffithii A.Benn. (= Potamogeton alpinus × Potamogeton praelongus): Sie kommt in Nordwesteuropa und in Kanada vor.[3]
- Potamogeton ×grovesii Dandy & G.Taylor (= Potamogeton pusillus × Potamogeton trichoides): Sie kommt in Großbritannien vor.[3]
- Potamogeton ×hagstromii A.Benn. (= Potamogeton gramineus × Potamogeton richardsonii): Sie kommt vom westlichen Kanada bis zu den nördlichen Vereinigten Staaten vor.[3]
- Potamogeton ×haynesii Hellq. & G.E.Crow (= Potamogeton strictifolius × Potamogeton zosteriformis): Sie kommt vom östlichen Kanada bis zu den nördlichen Vereinigten Staaten vor.[3]
- Potamogeton × heslop-harrisonii W.A.Clark (= Potamogeton berchtoldii × Potamogeton gramineus): Sie kommt in Nordwesteuropa vor.[3]
- Potamogeton heterocaulis Z.S.Diao: Sie ist in China verbreitet.[3]
- Potamogeton hillii Morong: Sie ist im südöstlichen Kanada und in den nordöstlichen USA verbreitet.[3]
- Potamogeton hoggarensis Dandy: Sie kommt nur im Ahaggar in Algerien und im Tibestigebirge im Tschad vor.[3]
- Potamogeton illinoensis Morong: Sie ist von Kanada, über die USA und Mexiko bis Zentral- und Südamerika weitverbreitet und kommt auf Karibischen Inseln vor.[3][4]
- Potamogeton ×inbaensis Kadono (= Potamogeton lucens × Potamogeton wrightii): Sie kommt in Japan vor.[3]
- Potamogeton intortusifolius J.B.He, L.Y.Zhou & H.Q.Wang: Sie kommt nur in der chinesischen Provinz Hubei vor.[3]
- Potamogeton iriomotensis Masam.: Sie kommt nur auf den japanischen Nanseiinseln vor.[3]
- Potamogeton ×jacobsii Z.Kaplan, Fehrer & Hellq. (= Potamogeton crispus × Potamogeton ochreatus): Sie kommt im südöstlichen Australien vor.[3]
- Potamogeton ×jutlandicus Zalewska-Gał. (= Potamogeton lucens × Potamogeton praelongus): Sie kommt in Europa vor.[3]
- Potamogeton juzepczukii P.I.Dorof. & Tzvelev: Sie ist von Sibirien bis in Russlands fernen Osten verbreitet.[3]
- Potamogeton ×kamogawaensis Miki (= Potamogeton octandrus × Potamogeton oxyphyllus): Sie kommt in Japan vor.[3]
- Potamogeton kashiensis Z.S.Diao: Sie kommt nur im chinesischen Xinjiang vor.[3]
- Potamogeton × khuzestanicus S.Abbasi, Afsharz. & Dinarvand (= Potamogeton crispus × Potamogeton pusillus): Sie kommt im Iran vor.[3]
- Potamogeton ×kyushuensis Kadono & Wiegleb (= Potamogeton maackianus × Potamogeton oxyphyllus): Sie kommt in Japan vor.[3]
- Potamogeton lacunatifolius Papch.: Sie kommt im westlichen Sibirien vor.[3]
- Potamogeton ×lanceolatifolius (Tiselius) C.D.Preston (= Potamogeton gramineus × Potamogeton nodosus): Sie kommt in Europa und in den nordöstlichen Vereinigten Staaten vor.[3]
- Potamogeton ×lanceolatus Sm. (= Potamogeton berchtoldii × Potamogeton coloratus): Sie kommt in Europa vor.[3]
- Potamogeton ×leptocephalus Koidz. (= Potamogeton maackianus × Potamogeton perfoliatus): Sie kommt in Japan vor.[3]
- Potamogeton linguatus Hagstr.: Sie kommt von Chile bis zu den Falklandinseln vor.[3]
- Potamogeton ×lintonii Fryer (= Potamogeton crispus × Potamogeton friesii)[5][6]: Sie kommt in Europa vor.[3]
- Spiegelndes Laichkraut (Potamogeton lucens L.)[5][6]
- Potamogeton × luxurians Z.Kaplan (= Potamogeton amplifolius × Potamogeton illinoensis): Sie kommt in den nordöstlichen Vereinigten Staaten vor.[3]
- Potamogeton maackianus A.Benn.: Sie ist in Asien von Sibirien und Japan bis Sumatra weitverbreitet.[3]
- Potamogeton ×maemetsiae Zalewska-Gał. & Ronikier (= Potamogeton friesii × Potamogeton rutilus): Sie kommt im Baltikum vor.[3]
- Potamogeton ×malainoides Miki (= Potamogeton distinctus × Potamogeton wrightii): Sie kommt in Ostasien vor.[3]
- Potamogeton mandschuriensis (A.Benn.) A.Benn.: Sie ist vom nordöstlichen China bis ins äußerste Ostasien verbreitet.[3]
- Potamogeton marianensis Cham. & Schltdl.: Sie kommt nur auf den Marianen vor.[3]
- Potamogeton ×mariensis Papch. (= Potamogeton biformis × Potamogeton nodosus): Sie kommt in Osteuropa vor.[3]
- Potamogeton ×mirabilis Z.Kaplan, Hellq. & Fehrer (= Potamogeton gramineus × Potamogeton oakesianus): Sie kommt in den nordöstlichen Vereinigten Staaten vor.[3]
- Potamogeton montevidensis A.Benn.: Sie ist von Brasilien über Uruguay bis Argentinien verbreitet.[3]
- Potamogeton ×mucronulatus (G.Fisch.) Papch. (= Potamogeton berchtoldii × Potamogeton pusillus): Sie kommt vom europäischen Russland bis Westsibirien vor.[3]
- Potamogeton ×mysticus Morong (= Potamogeton berchtoldii × Potamogeton perfoliatus): Sie kommt in den östlichen Vereinigten Staaten vor.[3]
- Schwimmendes Laichkraut (Potamogeton natans L.)[5][6]
- Potamogeton ×nericius Hagstr. (Potamogeton alpinus × Potamogeton gramineus)[5][6]:  Sie kommt in den gemäßigten Zonen der Nordhalbkugel vor.[3]
- Potamogeton ×nerviger Wolfg. (= Potamogeton alpinus × Potamogeton gramineus)[5][6]: Sie kommt in Europa vor.[3]
- Schimmerndes Laichkraut (Potamogeton ×nitens Weber) (= Potamogeton gramineus × Potamogeton perfoliatus)[5][6]
- Knoten-Laichkraut (Potamogeton nodosus Poir.)[5][6]: Es ist fast weltweit verbreitet.[3]
- Potamogeton nomotoensis Kadono & T.Nog.: Sie kommt nur in Japan vor.[3]
- Potamogeton oakesianus J.W.Robbins: Sie ist vom südlichen Kanada und in die USA verbreitet.[3]
- Stumpfblättriges Laichkraut (Potamogeton obtusifolius Mert. & W.D.J.Koch)[5][6]: Es gedeiht in den gemäßigten Gebieten der Nordhalbkugel.[3]
- Potamogeton ochreatus Raoul: Sie ist von Neuguinea über Australien bis Neukaledonien und Neuseeland verbreitet.[3]
- Potamogeton octandrus Poir.: Sie ist in den Tropen und Subtropen Asiens und Afrikas weitverbreitet.[3]
- Potamogeton ×ogdenii Hellq. & R.L.Hilton (= Potamogeton hillii × Potamogeton zosteriformis): Sie kommt vom südöstlichen Ontario bis in die nordöstlichen Vereinigten Staaten vor.[3]
- Potamogeton ×olivaceus Baagøe ex G.Fisch. (= Potamogeton alpinus × Potamogeton crispus)[5][6]: Sie kommt in Europa vor.[3]
- Potamogeton ×orientalis Hagstr. (= Potamogeton oxyphyllus × Potamogeton pusillus): Sie kommt von Assam bis China vor.[3]
- Potamogeton oxyphyllus Miq.: Sie ist von Russlands Fernen Osten über Japan und Korea bis Sumatra verbreitet.[3]
- Potamogeton papuanicus G.Wiegleb: Sie kommt nur in Papua-Neuguinea vor.[3]
- Potamogeton paramoanus R.R.Haynes & Holm-Niels.: Sie ist von Costa Rica bis Peru verbreitet.[3]
- Potamogeton parmatus Hagstr.: Sie kommt in Madagaskar vor.[3]
- Durchwachsenes Laichkraut (Potamogeton perfoliatus L.)[5][6]
- Potamogeton ×philippinensis A.Benn. (= Potamogeton maackianus × Potamogeton wrightii): Sie kommt auf den Philippinen vor.[3]
- Knöterich-Laichkraut (Potamogeton polygonifolius Pourr.)[5][6]
- Potamogeton polygonus Cham.: Sie ist von Brasilien über Uruguay bis Argentinien verbreitet.[3]
- Gestrecktes Laichkraut (Potamogeton praelongus Wulfen)[5][6]
- Potamogeton ×prussicus Hagstr. (= Potamogeton alpinus × Potamogeton perfoliatus): Sie kommt in Europa und in Kanada vor.[3]
- Potamogeton ×pseudofriesii Dandy & G.Taylor (= Potamogeton acutifolius × Potamogeton friesii): Sie kommt in Großbritannien vor.[3]
- Potamogeton ×pseudosarmaticus Papch. (= Potamogeton lucens × Potamogeton sarmaticus): Sie kommt im europäischen Russland vor.[3]
- Potamogeton pulcher Tuck.: Sie ist von Kanada bis in die USA verbreitet.[3]
- Gewöhnliches Zwerg-Laichkraut (Potamogeton pusillus L.)[5][6]: Es ist fast weltweit verbreitet.[3]
- Potamogeton quinquenervius Hagstr.: Sie kommt nur in New South Wales vor.[3]
- Potamogeton ×rectifolius A.Benn. (= Potamogeton nodosus × Potamogeton richardsonii): Sie kommt in den USA vor.[3]
- Potamogeton richardii Solms: Sie ist in Afrika und Madagaskar verbreitet.[3]
- Potamogeton richardsonii (A.Benn.) Rydb.: Sie kommt von Kamtschatka bis Alaska vor.[3]
- Potamogeton ×ripensis Baagøe (= Potamogeton compressus × Potamogeton trichoides): Sie kommt in Europa vor.[3]
- Potamogeton ×rivularis Gillot (= Potamogeton berchtoldii × Potamogeton polygonifolius): Sie kommt in Westeuropa und auf den Azoren vor.[3]
- Potamogeton robbinsii Oakes: Sie ist in Nordamerika weitverbreitet.[3]
- Rötliches Laichkraut (Potamogeton rutilus Wolfg.)[5][6]: Es ist von Europa bis Westsibirien weitverbreitet.[3]
- Weidenblättriges Laichkraut (Potamogeton ×salicifolius Wolfg. = Potamogeton lucens × Potamogeton perfoliatus)[5][6] Es kommt von Europa bis zum westlichen Himalaja vor.[3]
- Potamogeton sarmaticus Mäemets: Sie kommt von Osteuropa bis Zentralasien vor.[3]
- Potamogeton ×saxonicus Hagstr. (= Potamogeton obtusifolius × Potamogeton pusillus): Sie kommt in Europa vor.[3]
- Potamogeton ×schreberi G.Fisch. (= Potamogeton natans × Potamogeton nodosus)[5][6]: Sie kommt in Europa vor.[3]
- Potamogeton schweinfurthii A.Benn.: Sie ist im Mittelmeergebiet und Afrika bis Arabien verbreitet.[3]
- Potamogeton sclerocarpus K.Schum.: Sie ist in Brasilien verbreitet.[3]
- Potamogeton ×scoliophyllus Hagstr. (= Potamogeton amplifolius × Potamogeton illinoensis): Sie kommt in den nordöstlichen Vereinigten Staaten vor.[3]
- Potamogeton × serrulifer Z.Kaplan (= Potamogeton crispus × Potamogeton schweinfurthii): Sie kommt in Italien vor.[3]
- Potamogeton sibiricus A.Benn.: Sie kommt von Sibirien bis Alaska vor.[3]
- Potamogeton skvortsovii Klinkova: Sie ist vom europäischen Russland bis Kasachstan verbreitet.[3]
- Potamogeton solomonensis G.Wiegleb: Sie kommt nur auf den Salomonen vor.[3]
- Rippennerviges Laichkraut (Potamogeton ×sparganiifolius Laest. ex Fr. = Potamogeton gramineus × Potamogeton natans)[5][6]: Es kommt in den gemäßigten Zonen der Nordhalbkugel vor.[3]
- Spateliges Laichkraut (Potamogeton ×spathulatus Schrad. ex W.D.J.Koch & Ziz; = Potamogeton alpinus × Potamogeton polygonifolius)[5][6]: Es kommt in Europa vor.[3]
- Potamogeton × spathuliformis (J.W.Robbins) Morong (Syn.:Potamogeton ×deminutus Hagstr. = Potamogeton gramineus × Potamogeton illinoensis): Sie kommt in den nördlichen Vereinigten Staaten vor.[3]
- Potamogeton spirilliformis Hagstr. (Syn.: Potamogeton reniacoensis Sparre): Sie ist von Brasilien über Uruguay bis Argentinien und Chile weitverbreitet.[3]
- Potamogeton spirillus Tuck.: Sie ist in Kanada und in den USA weitverbreitet.[3]
- Potamogeton stenostachys K.Schum.: Sie ist in Brasilien verbreitet.[3]
- Potamogeton strictifolius A.Benn.: Sie ist in Ostsibirien und in Nordamerika verbreitet.[3]
- Potamogeton suboblongus Hagstr.: Sie kommt in Neuseeland vor.[3]
- Potamogeton ×subrufus Hagstr. (= Potamogeton lucens × Potamogeton nodosus): Sie kommt in Europa vor.[3]
- Potamogeton ×subsessilis Hagstr. (= Potamogeton epihydrus × Potamogeton nodosus): Sie kommt in den nordöstlichen Vereinigten Staaten vor.[3]
- Potamogeton ×sudermanicus Hagstr. (= Potamogeton acutifolius × Potamogeton berchtoldii): Sie kommt in Europa vor.[3]
- Potamogeton sulcatus A.Benn.: Sie kommt im östlichen  Australien vor.[3]
- Potamogeton sumatranus Miq.: Sie kommt nur auf Sumatra vor.[3]
- Potamogeton tennesseensis Fernald: Sie ist in den östlichen USA verbreitet.[3]
- Potamogeton tepperi A.Benn.: Sie ist im Himalaja bis Assam und in Australien verbreitet.[3]
- Potamogeton ×torssandrii (Tiselius) Dörfl. (= Potamogeton gramineus × Potamogeton lucens × Potamogeton perfoliatus): Sie kommt in Nord- und Osteuropa vor.[3]
- Potamogeton × tosaensis Kadono, Horii & T.Yaman. (= Potamogeton octandrus × Potamogeton pusillus): Sie kommt in Japan vor.[3]
- Potamogeton tricarinatus F.Muell. & A.Benn.: Sie kommt in Australien und Neukaledonien vor.[3]
- Haarblättriges Laichkraut (Potamogeton trichoides Cham. & Schltdl.)[5][6]
- Potamogeton tubulatus Hagstr.: Sie ist in Zentralasien verbreitet.[3]
- Potamogeton ulei K.Schum.: Sie ist im südlichen Brasilien verbreitet.[3]
- Potamogeton ×undulatus Wolfg. (= Potamogeton crispus × Potamogeton praelongus)[5][6]: Sie kommt in Europa vor.[3]
- Potamogeton uruguayensis A.Benn. & Graebn.: Sie kommt in Uruguay vor.[3]
- Potamogeton ×variifolius Thore (= Potamogeton berchtoldii × Potamogeton natans)[5][6]: Sie kommt in Europa vor.[3]
- Potamogeton vaseyi J.W.Robbins: Sie ist in Kanada und in den USA weitverbreitet.[3]
- Potamogeton ×vepsicus A.A.Bobrov & Chemeris (= Potamogeton natans × Potamogeton praelongus): Sie kommt in Europa vor.[3]
- Potamogeton ×versicolor Z.Kaplan, Hellq. & Fehrer (= Potamogeton epihydrus × Potamogeton perfoliatus): Sie kommt in den nordöstlichen Vereinigten Staaten vor.[3]
- Potamogeton wrightii Morong, Syn.: P. malaianus: Sie ist in Asien und auf Inseln im nordwestlichen Pazifik verbreitet.[3]
- Potamogeton ×yamagataensis Kadono & Wiegleb (= Potamogeton natans × Potamogeton octandrus): Sie kommt in Japan vor.[3]

Bemerkung: Die taxonomische Stellung der Zwerg-Laichkräuter Potamogeton pusillus und Potamogeton berchtoldii ist aufgrund der großen Variabilität noch nicht hinreichend geklärt. Da beide Arten sehr schwer auseinanderzuhalten sind, werden sie auch als Sammelart „Potamogeton pusillus agg.“ behandelt.
Nicht mehr zur Gattung Potamogeton, sondern zu Stuckenia Börner gehören beispielsweise:
- Potamogeton amblyophyllus C.A.Mey. → Stuckenia amblyophylla (C.A.Mey.) Holub
- Faden-Laichkraut Potamogeton filiformis Pers. → Stuckenia filiformis (Pers.) Börner
- Potamogeton macrocarpus Dobrocz. → Stuckenia macrocarpa (Dobrocz.) Tzvelev
- Kamm-Laichkraut (Potamogeton pectinatus L.) und Schweizer Laichkraut (Potamogeton helveticus (G. Fisch.) W.D.J. Koch) → Stuckenia pectinata (L.) Börner
- Potamogeton ×suecicus K. Richt. (= Potamogeton filiformis × Potamogeton pectinatus) → Stuckenia ×suecica (K.Richt.) Holub
- Potamogeton vaginatus Turcz. → Stuckenia vaginata (Turcz.) Holub: Sie ist in Nordamerika, Nordasien, im östlichen Schweden und in westlichen Finnland verbreitet.[5]